# Луїс Карлус Престіс
Луїс Карлус Престіс (порт. Luís Carlos Prestes, 3 січня 1898, Порту-Алегрі — 7 березня 1990, Ріо-де-Жанейро) — бразильський військовик та політик-комуніст, генеральний секретар Бразильської комуністичної партії та один з лідерів Комуністичної партії Бразилії.

## Життєпис
Народився в сім'ї військовослужбовця. Він навчався у Військовій школі Реаленго у місті Ріо-де-Жанейро на військового інженера та закінчив її у 1919. Після цього деякий час працював залізничним інженером у Залізничній Компанії Деодору в штаті Ріо-де-Жанейро в чині інженера-лейтенанта бразильської армії, а потім був переведений до Ріу-Гранді-ду-Сул.
Революційну роботу він розпочав під час перебування в Ріу-Гранді-ду-Сул, де вів пропагандистську роботу серед солдатів і офіцерів.
З 1924 став членом Бразильської комуністичної партії (ПКБ).
У 1924—1927 керував Колоною Кости-Престіса, в рядах якою вів озброєну боротьбу проти «Старої республіки».
1927—1931 провів в еміграції в Болівії, Аргентині і Уругваї; був тісно пов'язаний з компартіями цих країн і з Південноамериканським бюро Виконкому Комінтерну.
У 1931—1934 знаходився в Радянському Союзі. На 7-му конгресі Комінтерну (1935) був обраний членом Виконкому.
У 1935 був організатором «Листопадового повстання» проти диктатури Жетуліу Варгаса, керівником революційної армії та головою Національно-визвольного альянсу. Після подавлення повстання був заарештований і з 1936 по 1945 провів у в'язниці. Його дружина, дочка німецького єврея Ольга Бенаріу-Престіс, була вислана вагітною до Німеччини і незабаром померла в концентраційному таборі, проте матері Луіса Карлуса вдалося врятувати свою онуку Аніту, що стала згодом відомим істориком.
З 1943 Престіс стал членом ЦК, з 1945 — членом Виконавчої комісії ЦК БКП і генеральний секретар ЦК БКП.
У 1945 звільнений Варгасом у спробі дещо демократизувати режим.
Вибраний сенатором, проте вже через два роки військовики здійснили переворот, що привів до нової заборони компартії.
У 1947—1958 у зв'язку із забороною БКП знаходився поза законом. Повернувся в політику тільки після обрання демократичного президента Жуана Гуларта (1961—1964).
З 1964 (після чергового державного перевороту) знову опинився на нелегальному положенні. Був заочно засуджений до 14 років позбавлення волі. В цей же час відбувся розкол в Компартії: маоїстське крило БКП знов перейшло до озброєної боротьби, а Престіс, що очолив Комуністичну партію Бразилії, в 1970 разом з сім'єю виїхав до Москви і повернувся лише десятиліття опісля, після амністії, але вже не займався активною політичною діяльністю.
У 1973 нагороджений орденом Жовтневої Революції.